# Из глубины
Из глубины́. Сбо́рник стате́й о ру́сской револю́ции (1918) — сборник статей русских философов и публицистов начала XX века о русской революции. Составляет заключительную часть «трилогии», предшествующими частями которой являются сборники «Проблемы идеализма» (1902) и «Вехи» (1909). Издатель — философ и публицист П. Б. Струве.
Название сборника «Из глубины» — начальные слова 129 псалма Давида: «Из глубины воззвах к Тебе, Господи!» Эти же слова на латинском языке (De profundis) составляют название заключительной статьи, написанной С. Л. Франком, которому и принадлежит идея окончательного названия сборника (первоначальное название — Сборник «Русской Мысли»).

## Содержание
- Предисловие издателя.
- C. A. Аскольдов. Религиозный смысл русской революции.
- Н. А. Бердяев. Духи русской революции.
- С. Н. Булгаков. На пиру богов. Pro et Contra. Современные диалоги.
- Вяч. И. Иванов. Наш язык.
- А. С. Изгоев. Социализм, культура и большевизм.
- С. А. Котляревский. Оздоровление.
- В. Н. Муравьев. Рёв племени.
- П. И. Новгородцев. О путях и задачах русской интеллигенции.
- И. А. Покровский. Перуново заклятье.
- П. Б. Струве. Исторический смысл русской революции и национальные задачи.
- С. Л. Франк. De profundis.

## История появления и цели
Был издан в 1918 году как продолжение закрытого к тому времени журнала «Русская мысль», но запрещён к распространению, и некоторое время спустя весь тираж, находившийся на складе, был изъят и уничтожен. В 1967 году переиздан издательством ИМКА-Пресс в Париже по экземпляру, сохранённому и вывезенному за границу Н. А. Бердяевым, после этого нелегально распространялся в СССР в Самиздате. Официально издан в СССР вместе со сборником «Вехи» в серии «Из истории отечественной философской мысли» в 1991 году.
Предисловие издателя:

Сборник «Вехи», вышедший в 1909 году, был призывом и предостережением. Это предостережение, несмотря на всю вызванную им, подчас весьма яростную, реакцию и полемику, явилось на самом деле лишь робким диагнозом пороков России и слабым предчувствием той моральной и политической катастрофы, которая грозно обозначилась ещё в 1905—1907 годах и разразилась в 1917 году. Историк отметит, что русское образованное общество в своем большинстве не вняло обращённому к нему предостережению, не сознавая великой опасности, надвигавшейся на культуру и государство.
Большая часть участников «Вех» объединилась теперь для того, чтобы в союзе с вновь привлеченными сотрудниками высказаться об уже совершившемся крушении, — не поодиночке, а как совокупность лиц, несмотря на различия в настроениях и взглядах, переживающих одну муку и исповедующих одну веру. Взор одних из нас направлен непосредственно на конечные религиозные вопросы мирового и человеческого бытия, прямо указующие на Высшую Волю. Другие останавливаются на тех вопросах общественной жизни и политики, которые, не будучи вопросами общественной техники, в то же время лишь через промежуточные звенья связаны с религиозными основами жизни. Но всем авторам одинаково присуще и дорого убеждение, что положительные начала общественной жизни укоренены в глубинах религиозного сознания и что разрыв этой коренной связи есть несчастие и преступление. Как такой разрыв они ощущают то ни с чем не сравнимое морально-политическое крушение, которое постигло наш народ и наше государство.